# Arena Monterrey
Arena Monterrey is een overdekte arena in Monterrey, Mexico . Het wordt voornamelijk gebruikt voor shows, concerten en zaalsporten zoals zaalvoetbal en basketbal. Vroeger was dit de thuisbasis van het zaalvoetbalteam Monterrey Fury en de Fuerza Regia, een professioneel basketbalteam in de Liga Nacional de Baloncesto Profesional ; Monterrey La Raza, een team in de NISL. Met een capaciteit van 17.599, is het de derde grootste arena van Mexico.  

## Bouw
De bouw van de arena in Nuevo León was oorspronkelijk gepland om te starten in mei 1992 en te voltooien in 1993, maar begon uiteindelijk pas in januari 1994 met een geplande voltooiing in 1996. Door de economische crisis in Mexico in 1994 vertraagde het project echter in 1995 en kwam het in 1996 volledig stil te liggen vanwege een gebrek aan financiële middelen.
In april 2001 nodigde de regering van de staat Nuevo León investeerders uit om de bouw te hervatten. Publimax S.A. de C.V. won uiteindelijk de bieding met een investering van 50 miljoen dollar, ondanks juridische problemen over de intrekking van de concessie van de oorspronkelijke bouwer. Na verdere vertragingen werd de bouw eind 2002 hervat en in november 2003 voltooid. Het eerste evenement in de arena was een concert van de Mexicaanse zanger Juan Gabriel op 27 november 2003.